# دونیسیو آلکالا گالیانو
دیونیزیو آلکالا گالیانو (Dionisio Alcalá Galiano) (زادهٔ ۸ اکتبر ۱۷۶۰ – درگذشتهٔ ۲۱ اکتبر ۱۸۰۵)، افسر نیروی دریایی اسپانیا، نقشه‌کش و کاوشگر اسپانیایی بوده‌است. او خطوط ساحلی متنوعی با دقت بی‌سابقه و به کمک فناوری جدید از جمله زمان‌سنج‌ها، در اروپا و آمریکا را ترسیم کرده‌است. او یک سفر اکتشافی را فرماندهی کرد که در آن تنگهٔ خوان د فوکا و جورجیا را کشف و نقشهٔ آن‌ها را ترسیم کرد و همچنین تبدیل به نخستین اروپایی شد که با کشتی جزیره ونکوور را دور زد. او به درجهٔ سرتیپی رسید و در نبرد ترافالگار چشم از جهان فروبست.
او بعضی اوقات نام خانوادگی خود را به صورت آلکالا گالیانو امضا ولی اغلب، فقط از گالیانو استفاده می‌کرد. مجلهٔ منتشر شده از سفر دریایی او در سال ۱۷۹۲ فقط از نام گالیانو استفاده می‌کرد و این نامی شد که او بیشتر با آن شناخته شده‌است.

## اوایل زندگی
گالیانو در کابرا، استان کوردوبای اسپانیا در سال ۱۷۶۰ چشم به جهان گشود. او در سال ۱۷۷۱ و در سن ۱۱ سالگی وارد نیروی دریایی اسپانیا شد و در سال ۱۷۷۵، در مدرسهٔ نیروی دریایی اسپانیا نام‌نویسی کرد. او بعد از فارغ‌التحصیلی در سال ۱۷۷۹ وارد خدمت فعال شد.
گالیانو در چندین نقشه‌برداری هیدروگرافی شرکت کرده و در علم نقشه‌کشی مهارت یافت. او به عنوان یک افسر تازه‌کار، زمانی را در منطقهٔ ریو دلا پلاتا و جزایر فالکلند گذراند و در سال ۱۷۸۳ به اسپانیا بازگشت.
گالیانو در سال ۱۷۸۴ با الساندرو مالاسپینا ملاقات کرد و با وی مشغول به کار شد، بعدها آن دو همراه با یکدیگر به آمریکا سفر کردند. هر دو آنان در میان گروهی از افسران که در رصدخانهٔ سلطنتی واقع در کادیز، تحت فرماندهی دریاسالار ویسنته توفینو مشغول به تحصیل نجوم بودند، حضور داشتند. مدت زمان این انجمن کوتاه بود، زیرا توفینو برای ساخت یک اطلس از ساحل اسپانیا فراخوانده شد و گالیانو را برای مشارکت در این پروژه انتخاب کرد؛ بنابراین گالیانو دستیاری مطالعهٔ بزرگ هیدروگرافی توفینو را انجام داد که منجر به چاپ اطلس ماریتیمو اسپانیا در سال ۱۷۸۹ شد. این تجربه، آغازگر تخصص گالیانو به عنوان یک نقشه‌کش حرفه‌ای بود.
در سال ۱۷۸۵، گالیانو، با ماریا د لا تسلی ویلاوینسسیو ازدواج کرد. کمی پس از ازدواجشان، گالیانو خانه را برای بررسی تنگه ماژلان، زیر نظر استاد تأثیرگذار دیگرش، آنتونیو د کوردوبا، ترک کرد.
در سال ۱۷۸۸، به او مسؤلیت مأموریتی برای اصلاح موقعیت مکانی آزور داده شد که در طی آن، او فرماندهٔ کشتی دو دکل ناتالیا بود. در همان سال او در مرحلهٔ نهایی پروژهٔ نقشه‌کشی توفینو به عنوان دستیار حضور داشت.

## سفر اکتشافی مالاسپینا
گالیانو در سال ۱۷۸۹ به عنوان نقشه‌کش برای سفر دریایی سیاسی‌علمی بلندپروازانه مالاسپینا، انتخاب شد. او سوار بر دومین کشتی به نام آترویدا تحت فرماندهی خوزه بوستامانته، به ترسیم نقشهٔ خط ساحلی پاتاگونیا و بیشتر سواحل اقیانوس آرام از جنوب شیلی تا مکزیک، کمک کرد. علاوه بر آن، او در چندین مأموریت علمی شامل مشاهدات نجومی، گرانش و اندازه‌گیری‌های مغناطیسی شرکت داشت.
هیئت اعزامی در مارس ۱۷۹۱ به آکاپولکو، گوئررو رسیدند. گالیانو مسئول گروهی از افسران علمی مالاسپینا شد که مقرر شده بود به مدت یک سال در مکزیک اقامت داشته باشند. بخشی از نامهٔ مالاسپینا به نائب‌السلطنه اسپانیای نو، خوان ویسنته دو گومس، کنت دوم رویاگیگدو را بخوانید: او تحت فرمان ستوان کشتی، دون دیونیزیو گالیانو به همراه [نوالس، پیندا، و اولاوید] به [مکزیک] خواهند رفت… [گالیانو] مسئول هماهنگی در پایتخت و بعداً در اسپانیا و همهٔ یادداشت‌های مربوط به کارهای سابق، خواهد شد… علاوه بر این، او باید تمام اطلاعاتی را که برای ارائه یک ایده دقیق از وضعیت سابق و فعلی [اسپانیا نو] مفید است، استخراج کند.
بنابراین گالیانو در مکزیک ماند و اطلاعات هیدروگرافیک و نجومی سفر اکتشافی را گردآوری و نقشه‌ها را آماده کرد. وی همچنین در آرشیوهای مستعمراتی جستجو و اطلاعات مفیدی از ارزیابی وضعیت مستعمره، گردآوری کرده‌است. این مورد یکی از تکالیف سیاسی سفر اکتشافی مالاسپینا بود که به خاطر آن مالاسپینا و افسرانش اختیارات سلطنتی بالاتری از جمله مجوز دسترسی به هر سندی که گمان می‌کردند، ممکن است مرتبط با موضوع باشد، نسبت به نائب‌السلطنه داشتند. گالیانو در حدود یک سال بر روی این موضوع زمان گذاشت تا زمانی که هیئت اعزامی مالاسپنیا به سمت آلاسکا و جزیرهٔ ونکوور حرکت کردند.

## ملاقات با هیئت اعزامی ونکوور
آن‌ها در ۱۳ ژوئن در نزدیکی پوینت رابرتز با اچ‌ام‌اس چتم، تحت فرماندهی ویلیام رابرت بروتون، دومین نفر در فرماندهی هیئت اعزامی بریتانیایی جورج ونکوور، روبرو شدند. آن‌ها در ۲۱ ژوئن با شخص ونکوور در نزدیکی ونکوور، بریتیش کلمبیای فعلی ملاقات کردند. گالیانو و ونکوور رابطهٔ دوستانه‌ای با یکدیگر برقرار کردند و با کمک به همدیگر با تقسیم نقشه‌برداری‌ها و به اشتراک‌گذاری نمودارها، موافقت کردند. آن‌ها تا ۱۳ ژوئیه به همین منوال با یکدیگر کار کردند و پس از آن به‌طور جداگانه با کشتی، دور زدن جزیرهٔ ونکوور را از سر گرفتند. کشتی‌های گالیانو جزیره را به‌سوی شمال دور زدند و با این کار اثبات کردند که آنجا در حقیقت یک جزیره است. آن‌ها به نوتکا ساند رسیدند و در ۳۱ اوت یک دور را تکمیل کردند. کشتی‌های ونکوور زودتر به آنجا رسیده بودند.
گالیانو نامه‌های پیشنهادی و دستوری زیادی، هم از طرف مالاسپینا و هم نائب‌السلطنه، رویاگیگدو دریافت کرد. مالاسپینا اصرار بر توقف در سان فرانسیسکو در راه بازگشت داشت تا نقشه‌برداری و ارزیابی مستعمره اسپانیایی را در آنجا انجام دهند، کاری که هیئت اعزامی مالاسپینا قادر به انجام آن نبودند. نائب‌السلطنه در حالی که در ظاهر با مالاسپینا مخالفتی نداشت، به گالیانو «تقریباً مه همیشگی» سان فرانسیسکو و کمبود تجهیزات در آنجا را نسبت به مونتری اطلاع داد.
گالیانو در اواخر سال ۱۷۹۲ به مکزیک بازگشت و شروع به نوشتن گزارشی از اکتشافات خود کرد که در سال ۱۸۰۲ منتشر شد. عجیب آنکه اسپانیا به‌طور معمول نتایج اکتشافات را محرمانه نگاه می‌داشت. اگر اکتشافات گالیانو در مورد تنگهٔ جورجیا و جزیرهٔ ونکوور نبود، به احتمال زیاد گمنام می‌ماند.
مالاسپینا در سال ۱۷۹۵ به دلیل توطئه علیه دولت زندانی شد. اسپانیا قصد داشت که اطلس و یک گزارش مفصل در مورد سفر اکتشافی او منتشر کند ولی این کار بعد از سقوط سیاسی وی غیرممکن شد. پس از انتشار گزارش‌های سفرهای دریایی لاپیروس و جورج ونکوور در سال ۱۷۹۷ و ۱۷۹۸، مسؤلین اسپانیایی، رغبتی به انتشار گزارش مالاسپینا که می‌توانست از دیگران پیشی بگیرد، را نداشتند و فقط حاضر به انتشار گزارشی از سفر اکتشافی گالیانو شدند. نام مالاسپینا به‌طور کلی حذف شد و داستان گالیانو که تحت هدایت مستقیم نایب‌السلطنه رویاگیگدو انجام شده بود، ثبت شد. در واقعیت گالیانو جایگزین مالاسپینا به عنوان کاشف بزرگ اسپانیا در اواخر قرن ۱۸ شد.

## حرفهٔ مؤخر
پس از بازگشت گالیانو به اسپانیا در سال ۱۷۹۴، او در ۵ دسامبر ۱۷۹۵ طی حکمی سلطنتی عضو محفل آلکانتارا شد.
الساندرو مالاسپینا در اوت ۱۷۹۴ به اسپانیا بازگشت. گالیانو برای ارائهٔ گزارش سفر اکتشافی برای فرماندار در مادرید به مالاسپینا پیوست. آن‌ها همراه با دو افسر دیگر در پایتخت ماندند تا یک نشریهٔ برنامه‌ریزی شده از تعداد زیادی گزارش، مشاهدات، نمودارها، نقشه‌ها و سایر داده‌های گردآوری شده در طول سفر دریایی پنج ساله مالاسپینا، تهیه کنند. این عمل بزرگ که شامل یک روایت عالی و یک اطلس بود، قرار بود رقیبی برای سفر اکتشافی جیمز کوک باشد. اکتشاف تنگهٔ جورجیا توسط گالیانو در سال ۱۷۹۲ متمم مهمی برای گزارش بازدیدهای مالاسپینا از آلاسکا و نوتکا بود. به هر حال، مالاسپینا تلاش کرد که بر روی سیاست اسپانیا در مورد مستعمرات آمریکایی با پیامدهای فاجعه‌بار تأثیر بگذارد. او در اواخر سال ۱۷۹۵ دستگیر و در میان سال‌های ۱۷۹۶ تا ۱۸۰۲ زندانی شد و پس از آن از اسپانیا تبعید شد. تقریباً تمامی اسناد سفر اکتشافی او مصادره و انتشار آن ممنوع شد. در نتیجه، گزارش گالیانو از تحقیقاتش که در سال ۱۸۰۲ منتشر شد، تبدیل به تنها گزارش موجود در مورد فعالیت‌های اسپانیایی‌ها در شمال‌غربی اقیانوس در چندین سال شده و نام گالیانو برابر با اکتشافات اسپانیایی‌ها در منطقه قلمداد می‌شود.
پس از این، گالیانو به کار نقشه‌کشی پرداخت و سپس در پی شروع جنگ با بریتانیا مشغول به خدمت شد. گالیانو مراقب بود تا فاصله‌اش با مالاسپینا را حفظ کند و همین کار موجب شد وی از مشکلات سیاسی در امان بماند. در سال ۱۷۹۷، او فرماندهی کشتی بادبانی ونسدور را در طول نبرد دماغهٔ سنت وینسنت بر عهده داشت.
در سال ۱۷۹۸، گالیانو با گروهی از کشتی‌ها به آمریکا رفت تا ثروتی که بیشتر برای هزینهٔ جنگ لازم بود را به اسپانیا برگرداند. او شب هنگام در هنگام یک طوفان در کادیز، از محاصرهٔ بریتانیایی‌ها گریخت و به‌سوی کارائیب رفت و در کارتاخنا و وراکروز نقره و دیگر اشیای قیمتی را برداشت. در بازگشت، چندین بار مجبور به گریز از کشتی‌های دشمن شد ولی در نهایت به سلامت به کادیز رسید. او دومین سفر گنج به اسپانیای نو را انجام داده و فرماندهی یک اسکادران کوچک در سفر برگشت را بر عهده داشت. نیروهای بریتانیا و هوای نامناسب او را به سمت هاوانا کشاند. جاییکه او در زمانی که پیمان آمین جنگ را در سال ۱۸۰۲ پایان دادند، حضور داشت.
در دسامبر سال ۱۸۰۴، نبردی دوباره میان اسپانیا و بریتانیا آغاز شد. فرماندهی کشتی ۷۶ توپی باهاما به گالیانو که به درجهٔ سرتیپ رسیده بود، داده شد. او در نبرد ترافالگار جنگید و در ۲۱ اکتبر ۱۸۰۵ توسط یک گلولهٔ توپ کشته شد. پیکر او از کشتی نیمه شکسته‌اش در دریا مدفون شد.

## میراث

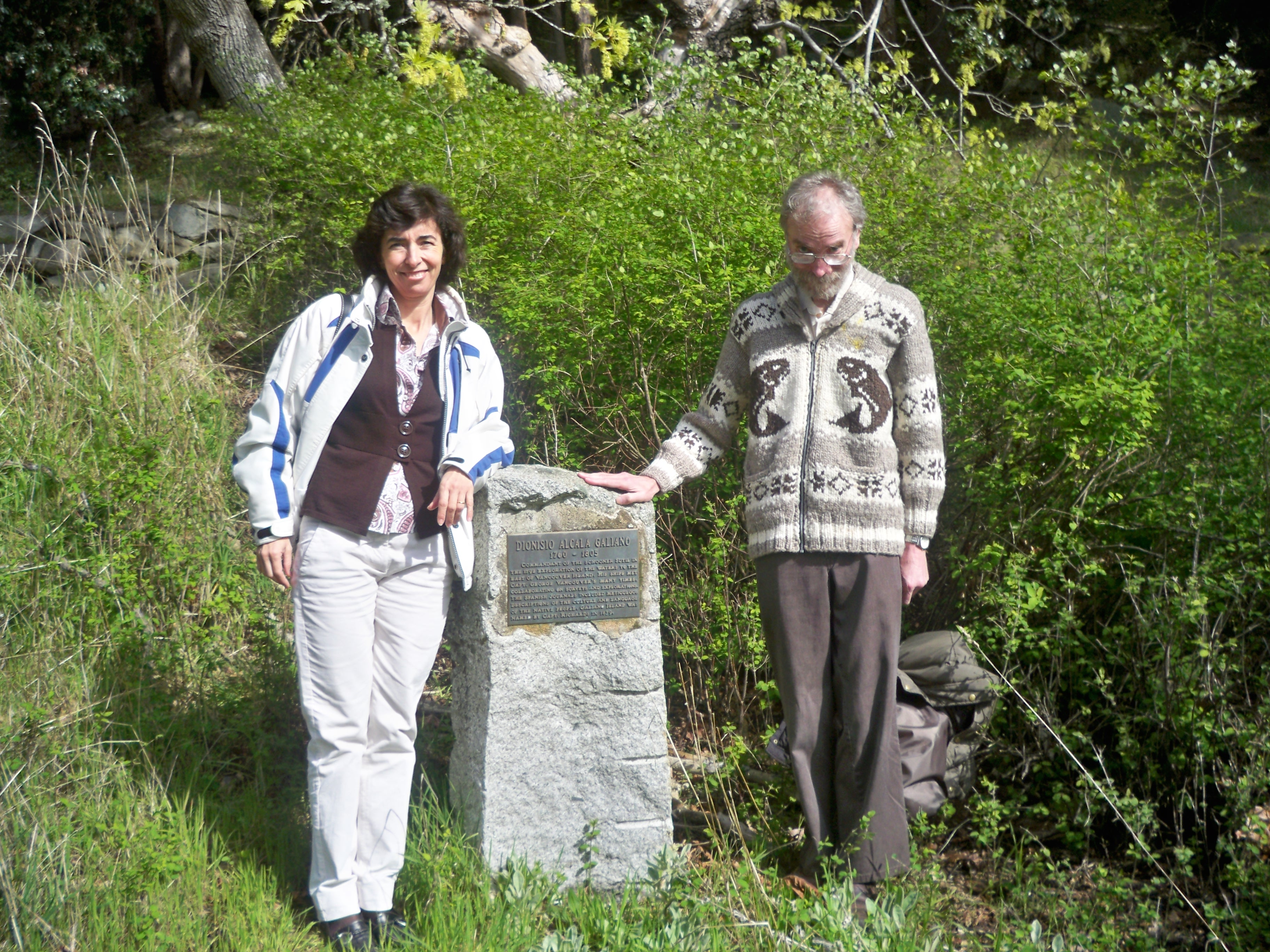
مقبره دیونیزیو آلکالا گالیانو

جزیره گالیانو، جزیره‌ای در تنگه جورجیا، به نام آلکالا گالیانو و همچنین نقطه آلکالا و نقطه دیونیزیو در شمالی‌ترین نقطهٔ جزیره نام‌گذاری شده‌است. بلندترین نقطهٔ جزیره به ارتفاع ۳۴۱ متر کوه گالیانو بوده که هم‌اکنون محل حفاظت از طبیعت است و توسط باشگاه گالیانو (تأسیس در ۱۹۲۴) اداره می‌شود. مسیر اصلی مخصوص پیاده‌روی آنجا در سال ۱۹۹۲همزمان با دویستمین سالگرد گردهمایی تاریخی افتتاح شده و به نام دیونیزیو گالیانو نام‌گذاری شده‌است. سالامانکا پوینت، در سمت شرقی جزیره گالیانو، به نام سکوندینو سالامانکا، یکی از افسران گالیانو نام‌گذاری شده‌است. یک صخره با فرم غیر معمول در جزیره گابریولا به نام گالری گالیانو شناخته می‌شود. به همین ترتیب کشتی جنگی اچ‌ام‌سی‌اس گالیانو به نام وی گذاشته شد. کشتی وظایف خود را با کشتی کوچک مشابهی به نام اچ‌ام‌سی‌اس مالاسپینا که به نام فرمانده و شریک گالیانو بود، جایگزین کرد. کانال سوتیل به‌خاطر کشتی گالیانو، سوتیل که مانند دماغهٔ سوتیل در شمالی‌ترین نقطهٔ جزیرهٔ ونکوور واقع شده‌است، نام‌گذاری شد.